# Cursa Ciclista del Llobregat
La Cursa Ciclista del Llobregat és una competició ciclista catalana, disputada anualment, que ressegueix el curs del Llobregat fins a Sant Boi de Llobregat. Tradicionalment coneguda com la Berga-Sant Boi, per enllaçar aquestes dues viles catalanes, es disputa en un sol dia, tret del 1986 quan es disputà en dues etapes. Des de l'any 2012, té el seu punt d'inici a la població de Navàs. Actualment és una de les curses júnior més importants a nivell nacional, inclosa al calendari de la Copa d'Espanya. Entre els vencedors destaquen alguns ciclistes que han fet el pas al professionalisme, com ara Carles Torrent, Íñigo Landaluze, Daniel Moreno o Mikel Nieve.

## Palmarès
| Edició  | Any  | Guanyador                      | Segon                 | Tercer                          | Distància (km) | Velocitat mitjana (km/h) |
| ------- | ---- | ------------------------------ | --------------------- | ------------------------------- | -------------- | ------------------------ |
| I       | 1982 | Josep Solé                     | Carlos Silvestre      | Lorenzo A. Ortega               | 163            | 39,662                   |
| II      | 1983 | Jordi Moreno                   | Manuel Ortega         | Pedro Vilalta                   | 163            | 39,12                    |
| III     | 1984 | José Alonso                    | Ricardo Martínez      | Mateo González                  | 163            | 40,67                    |
| IV      | 1985 | José Suñé                      | José Luis Morales     | José Martínez                   | 152            | 40                       |
| V       | 1986 | Marc Marinello                 | Juan Micuel           | Juan Bonada                     | 156            | 39,223                   |
| VI      | 1987 | César Latorre                  | Bartolomé Munar       | José L. Morales                 | 142            | 41,202                   |
| VII     | 1988 | Miguel Ángel García Martí      | Pedro Torres          | José V. Lacrau                  | 142            | 42,75                    |
| VIII    | 1989 | César Latorre                  | Josep Coll Pontanilla | Àngel Edo Alsina                | 142            | 43,621                   |
| IX      | 1990 | José Julián Balaguer Albamonte | Josep Tarradellas     | Bartolomé Guillén               | 142            |                          |
| X       | 1991 | Josep Maria Abad               | Christophe Sautreau   | Jaime Javier Hernández Bertrán  | 142            | 43,733                   |
| XI      | 1992 | David Parrado                  | Jordi Vila            | Ángel Gomila                    | 142            | 45,58                    |
| XII     | 1993 | Ginés Salmerón                 | Josep Jacob Viladoms  | Jesús Caro                      | 142            | 41,63                    |
| XIII    | 1994 | Raido Rodarnikop               | Gille Chauvin         | Jordi Domingo                   | 142            | 42,65                    |
| XIV     | 1995 | Juan Pedro González            | José A. Muñoz         | Víctor Manuel Rodríguez         | 142            | 43,644                   |
| XV      | 1996 | Víctor Manuel Rodríguez        | Roberto Sancho        | Ramon Medina                    |                |                          |
| XVI     | 1997 | Pascal Galtier                 | Julen Almansa         | Joan Antoni Flecha              |                |                          |
| XVII    | 1998 | Ramon Medina                   | David Alcaraz         | Juan de Dios González           |                |                          |
| XVIII   | 1999 | Carles Torrent                 | Ignacio Gutiérrez     | Sergi Escobar                   |                |                          |
| XIX     | 2000 | Íñigo Landaluze                | Eloy Coca             | Patxi Vila                      |                |                          |
| XX      | 2001 | Antonio Berasategui            | Aitor Pérez Arrieta   | Alejandro Valverde              |                |                          |
| XXI     | 2002 | Ricardo Serrano González       | Francisco Gutiérrez   | Jesús del Nero Montes           |                |                          |
| XXII    | 2003 | Daniel Moreno                  | David Pérez Iñíguez   | Julen Urbano                    |                |                          |
| XXIII   | 2004 | Rodrigo García                 | Daniel Moreno         | Javier Benítez                  |                |                          |
| XXIV    | 2005 | Unai Elorriaga                 | Javier Líndez         | Ignacio Sarabia                 |                |                          |
| XXV     | 2006 | Juan Carlos Carñena            | Cecilio Rodríguez     | Dídac Ortega                    |                |                          |
| XXVI    | 2007 | Mikel Nieve                    | Javier Puig           | Adrián Sáez de Arregui Egurrola |                |                          |
| XXVII   | 2008 | Arturo Ariño                   | Alexander Roger       | Álvaro García Caballero         |                |                          |
| XXVIII  | 2009 | José Esteban Parra             | Arturo Mora           | David Calatayud                 |                |                          |
| XXIX    | 2010 | Raul Alarcón García            | Juan José Lobato      | Ion Pardo                       |                |                          |
| XXX     | 2011 | Ibon Zugasti                   | Jordi Cervantes       | Albert Ebri                     |                |                          |
| XXXI    | 2012 | Xavier Pastallé                | Enric Mas             | David Calmaestra                | 114            | 39,55                    |
| XXXII   | 2013 | Diego Pablo Sevilla            | Héctor Carretero      | David Calmaestra                | 114            | 41,946                   |
| XXXIII  | 2014 | Jaume Sureda                   | David Lucas           | Xavier Cañellas                 | 114            | 40,537                   |
| XXXIV   | 2015 | Tomàs Colldecarrera            | David Gijón           | Francisco Galván                | 114            | 42,195                   |
| XXXV    | 2016 | Claudio Clavijo                | Marc Brustenga        | Carlos Álvarez                  | 111            | 41,41                    |
| XXXVI   | 2017 | Adrian González                | David Domínguez       | Carlos García                   | 114            | 41,53                    |
| XXXVII  | 2018 | Pau Miquel                     | Josep Miquel Canet    | José Andrés Díaz                | 112            | 42,03                    |
| XXXVIII | 2019 | Javier Serrano                 | Ángel Casillas        | Carlos Rodríguez                |                |                          |
| XXXIX   | 2020 | Gorka Ortega                   | Axier Casado          | Alejandro Luna                  |                |                          |
| XL      | 2021 | Iker Bonillo                   | Marc Terrassa         | Roberto Alonso                  |                |                          |